# Larissa Bocchino
Larissa Assis Bocchino (Belo Horizonte, 28 de abril de 1998) é uma atriz brasileira. Conhecida pela sua atuação como Quinota, em No Rancho Fundo.

## Biografia
Natural de Belo Horizonte, a descendente de italianos Larissa cresceu em Contagem, começou a estudar teatro aos onze anos, e aos catorze, decidiu que queria ser atriz. Dois anos depois, ela fez um curso técnico de interpretação na UFMG, que conciliou com seus últimos anos no Ensino Médio. Mais tarde, ela se formou em Letras (Licenciatura Português e Italiano) nessa mesma universidade. Larissa já foi professora de italiano, conciliando esse emprego com o de animadora de festas. Em 2017, ela abriu a sua própria produtora, a Labocca Filmes.
Sua estreia nos cinemas como atriz se deu em 2018, com o filme Luna, de Cris Azzi, no qual ela interpretou uma das amigas da protagonista. Nesse mesmo ano, ela protagonizou o curta-metragem Teoria Sobre um Planeta Estranho, de Marco Antônio Pereira, interpretando uma jovem com deficiência auditiva. Esse papel lhe rendeu um prêmio de Atriz Revelação no Festival Cine Jabó, e o próprio curta recebeu dois Kikitos no Festival de Gramado. Depois, ela gravou o curta AzulScuro e o longa-metragem As Aventuras de Poliana - O Filme.
Em 2022, participou do concurso Uma Nova Estrela para o Brasil, do programa Faustão na Band, que visava escolher uma atriz para a novela da Max Beleza Fatal, que na época era chamada de Segundas Intenções. Ela chegou à fase final, tendo como oponente a também atriz Izabela Prado, mas o júri, formado por Camila Pitanga, Alexandre Borges, Fafá de Belém e Alice Wegmann, não conseguiu se decidir entre as duas, e assim, Larissa e Izabela foram coroadas vencedoras do concurso, o que lhes daria papeis na produção do streaming. No entanto, os constantes atrasos e imprevistos da novela fizeram com que os trabalhos fossem adiados, o que fez com que tanto Larissa quanto Izabela tivessem destino incerto, e acabassem sendo retiradas da escalação.
Larissa seguiu trabalhando, ela participou das séries Vidas Bandidas, do Disney+, e DNA do Crime, da Netflix. Em 2023, foi escalada para Guerreiros do Sol, produção do streaming Globoplay no qual ela viveu Ivonete, amante de Lampião, e contracenou com Juliana Paes nas filmagens da série Os Donos do Jogo, também pela Netflix. Nesse mesmo ano, foi aprovada nos testes para viver Quinota, a protagonista jovem da novela das seis No Rancho Fundo. Ela formou par com Túlio Starling, também estreante em novelas, e seu desempenho em cena lhe rendeu diversas indicações a prêmios, com ela vencendo o de Revelação do Ano, do quadro do Domingão com Huck Melhores do Ano.

## Vida pessoal
Por conta de sua carreira como atriz, Larissa teve que se mudar para o Rio de Janeiro. Ela namora um rapaz chamado Gabriel, que ela afirma ser seu primeiro amor. Recentemente, foi divulgado um vídeo dos bastidores de No Rancho Fundo que mostra Larissa sentada no colo de seu colega José Loreto, com quem forma par romântico, mas ela negou os rumores de que estariam tendo um relacionamento. Larissa também negou os boatos de que teria sofrido um acidente durante as gravações da trama global.
Larissa é fluente em italiano e inglês, e também possui noções em Libras.

## Filmografia

### Televisão
| Ano  | Título            | Personagem                                                 | Ref.   |
| ---- | ----------------- | ---------------------------------------------------------- | ------ |
| 2023 | DNA do Crime      | Suelly                                                     | [ 11 ] |
| 2024 | No Rancho Fundo   | Maria Quirina d'Assunção Leonel Belmont Limoeiro (Quinota) | [ 12 ] |
| 2024 | Vidas Bandidas    | Lara Ferreira                                              | [ 11 ] |
| 2025 | Guerreiros do Sol | Ivonete                                                    | [ 13 ] |
| 2025 | Os Donos do Jogo  |                                                            | [ 14 ] |

### Cinema
| Ano  | Título                            | Personagem  | Ref.   |
| ---- | --------------------------------- | ----------- | ------ |
| 2018 | Luna                              |             | [ 15 ] |
| 2018 | Teoria Sobre um Planeta Estranho  | Jovem surda | [ 16 ] |
| 2021 | AzulScuro                         | Sofia       | [ 17 ] |
| 2022 | Onde Foi Que Se Perdeu O Calor?   |             | [ 18 ] |
| 2023 | A Última Vez Que Ouvi Deus Chorar |             | [ 18 ] |
| 2023 | As Aventuras de Poliana - O Filme | Cíntia      | [ 11 ] |

## Prêmios e indicações
| Ano  | Premiação                   | Categoria                          | Produção        | Resultado |
| ---- | --------------------------- | ---------------------------------- | --------------- | --------- |
| 2024 | BreakTudo Awards            | Melhor Atriz Nacional              | No Rancho Fundo | Pendente  |
| 2024 | Splash Awards               | Melhor Atuação Revelação em Novela | No Rancho Fundo | Indicada  |
| 2024 | Prêmio Noticiasdetv.com     | Melhor Atriz Revelação             | No Rancho Fundo | Indicada  |
| 2024 | Melhores do Ano             | Revelação do Ano                   | No Rancho Fundo | Venceu    |
| 2024 | Prêmio F5                   | Melhor Revelação                   | No Rancho Fundo | Pendente  |
| 2024 | Prêmio Área VIP             | Melhor Revelação da Mídia          | No Rancho Fundo | Pendente  |
| 2024 | Melhores do Ano - Duh Secco | Melhor Atriz Revelação             | No Rancho Fundo | Pendente  |